# Pietro Bernini
Pietro Bernini, född 6 maj 1562 i Sesto Fiorentino, död 29 augusti 1629 i Rom, var en italiensk skulptör. Han var far till Giovanni Lorenzo Bernini.
Pietro Bernini uppvisar en senmanieristisk stil, bland annat i Fontana della Barcaccia (1627–1629) vid foten av Spanska trappan i Rom. För basilikan Santa Maria Maggiore utförde han den stora reliefen Jungfru Marie himmelsfärd (1608–1610).
För Cappella Barberini i Sant'Andrea della Valle utförde Bernini skulpturen Johannes Döparen (1614–1615).

## Verk i urval
- Johannes Döparen – Cappella Barberini, Sant'Andrea della Valle[2]
- Fontana della Barcaccia – Piazza di Spagna[3]
- Allegoriska figurer (sedermera förstörda) för kardinal Roberto Bellarminos gravmonument – Il Gesù[4]
- Antonio Coppolas byst (tillsammans med Giovanni Lorenzo Bernini) – San Giovanni dei Fiorentini[5]
- Jungfru Marie himmelsfärd – Santa Maria Maggiore[6]
- Påve Clemens VIII:s kröning, Påve Clemens VIII:s gravmonument – Cappella Paolina, Santa Maria Maggiore[7]
- Karyatider, Påve Clemens VIII:s gravmonument – Cappella Paolina, Santa Maria Maggiore[7]
- Änglar – Sala dei Corazzieri, Palazzo del Quirinale[8]

## Bilder
| - Jungfru Marie himmelsfärd, Santa Maria Maggiore. - Fontana della Barcaccia. - Den berniniska familjegraven i Santa Maria Maggiore. |